# 자크 뒤센
자크 샤를 르네 아실 뒤센(프랑스어: Jacques Charles René Achille Duchesne, 1837년 3월 3일 ~ 1918년 4월 27일) 장군은 19세기 프랑스군 장교이다. 그는 상스에서 태어나 1855년 생시르 사관학교에 들어갔고, 1861년 18세의 나이로 중위가 되었다.

## 경력
뒤센은 1870년에서 1871년, 프로이센-프랑스 전쟁에 참전했다. 1881년, 그는 중령이 되었다.

### 통킹과 포모사
1884년에서 1885년 사이에 벌어진 청불전쟁 기간에 뒤센 중령은 베트남 북부 통킹과 포모사(지금의 대만)에서 두각을 드러냈다. 1884년 3월 12일, 박닌 공격에서 프랑수아 드 네그리에 장군은 뒤센을 2여단을 전방 방어군에 배치하여, 청나라군이 장악하고 있던 케로이 마을에 성공적인 공격을 가했다.
1884년 11월, 뒤센은 군단병, 해병 보병 및 통킹 소총을 이끌고 뚜옌꽝 포위망을 완화시키기 위해 11월 19일 벌어진 유옥 전투에서 유영복의 흑기군을 물리쳤다.
1884년 12월, 그는 대만 북부 지룽에 있는 포모사 원정대 지휘관으로 임명되었다. 1885년 1월, 그는 지룽 주변의 중국 물자들을 공격해 포크 Y의 청나라 선봉 초소를 점령했다. 1885년 3월, 그는 지룽에서 청나라군에 대한 전면적인 공격을 시작하여 대담한 측면을 행진하여 노출된 동부 측면의 청나라 방진을 공격했다. 프랑스 공세는 완전히 성공했다. 3월 5일과 3월 7일, 뒤센의 병력은 각각 라 테이블(La Table)과 뱀부 요새(Fort Bamboo)의 주요 청나라 초소를 점령하여 청나라가 지룽강 남쪽의 새로운 요새로 후퇴하게 만들었다.

### 1차 프랑스-마다가스카르 전쟁
1895년, 뒤센은 제2차 프랑스-마다가스카르 전쟁에서 프랑스군을 이끌고 마다가스카르 침공해 15,000명의 군대를 마하장가에 상륙시켰다. 7개월 후 안타나나리보를 점령했다. 제2차 프랑스-마다가스카르 전쟁이 끝나기 전에 20명의 프랑스군이 전투에서 사망했지만, 말라리아와 다른 질병으로 6,000명이 사망했다. 정부는 프랑스 당국에 상당한 권한을 부여하는 조약에 서명했지만, 군주제는 그대로 두었다. 그렇게 마다가스카르는 프랑스의 보호령이 되었다.

## 참고자료
- Garnot, Eugène Germain (1894). 《L' expédition française de Formose, 1884-1885》. Paris: Librairie C. Delagrave. OCLC 3986575. OL 5225244M.
- Lecomte, J., Lang-Son: combats, retraite et négociations (Paris, 1895)